# 結城朝綱
結城 朝綱（ゆうき ともつな）は、安土桃山時代から江戸時代前期にかけての角館白河家（久保田藩結城家）初代当主。

## 略歴
白河結城氏11代当主・結城義顕の嫡男として誕生。幼少期は父・義顕の下で農業をして過ごし、義顕の死後家督を継いだ。豊臣秀吉に改易され没落した白河結城氏の再興を願い、慶長19年（1614年）の大坂の陣で軍功を挙げようとするが、病のため参陣できなかった。
元和2年（1616年）、佐竹義宣に仕え角館に居住し、子孫は久保田藩士となった。
後に母方の伯父の和知秀勝の養子になり和知姓を名乗ったが、子孫が結城姓に復している。